# Weingarten, Germersheim
Weingarten là một đô thị thuộc huyện Germersheim, trong bang Rheinland-Pfalz, phía tây nước Đức. Đô thị Weingarten, Rhineland-Palatinate có diện tích 6,67 km², dân số thời điểm ngày 31 tháng 12 năm 2006 là 1579 người.